# John McLaughlin (Musiker)

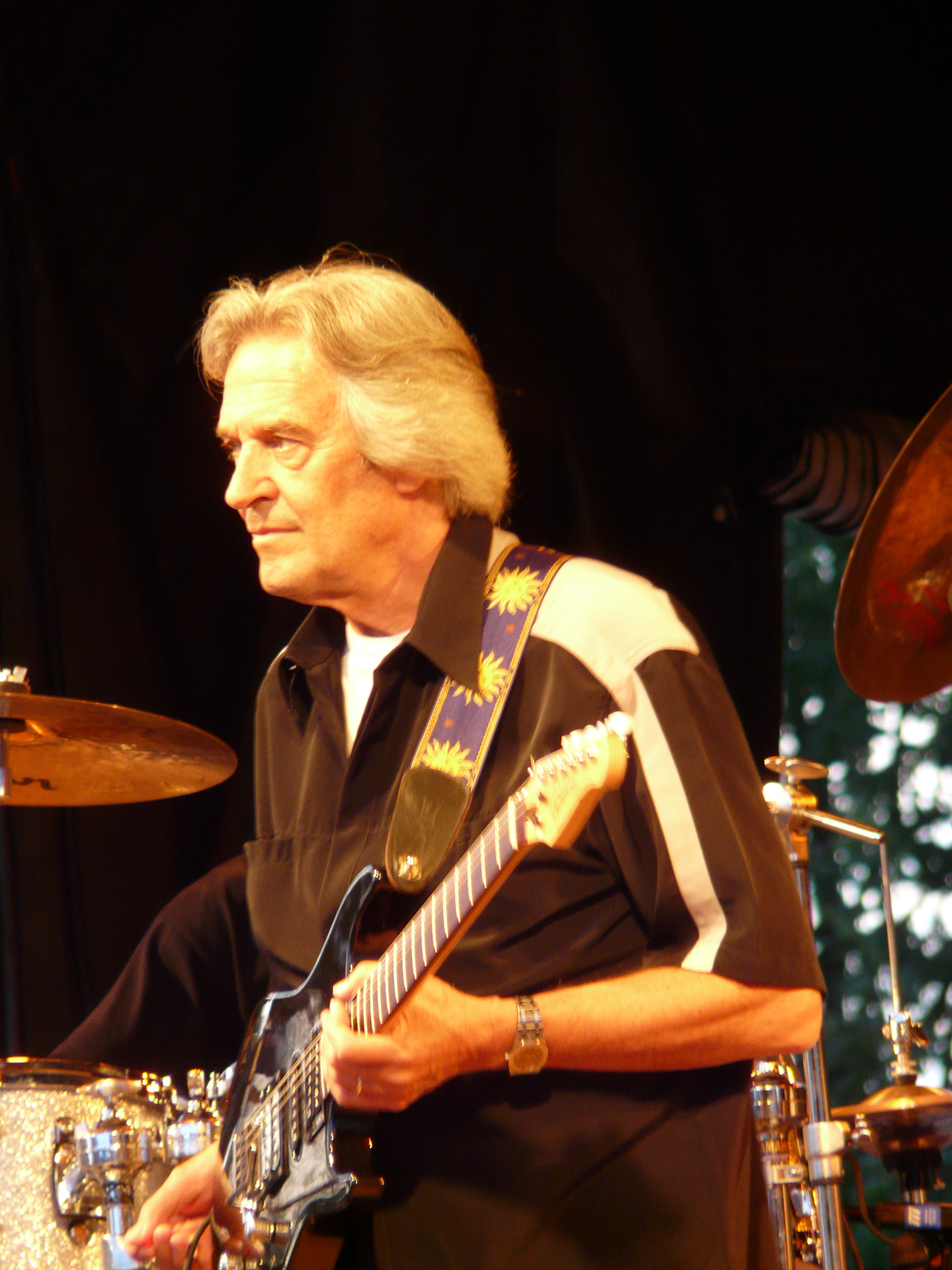
John McLaughlin (2008)

John McLaughlin [dʒɒn məkˈlɒklɪn] (* 4. Januar 1942 in Kirk Sandall in Yorkshire, England) ist ein britischer Musiker. Er betätigt sich als Jazz- und Rockgitarrist sowie als Komponist.

## Leben und Wirken

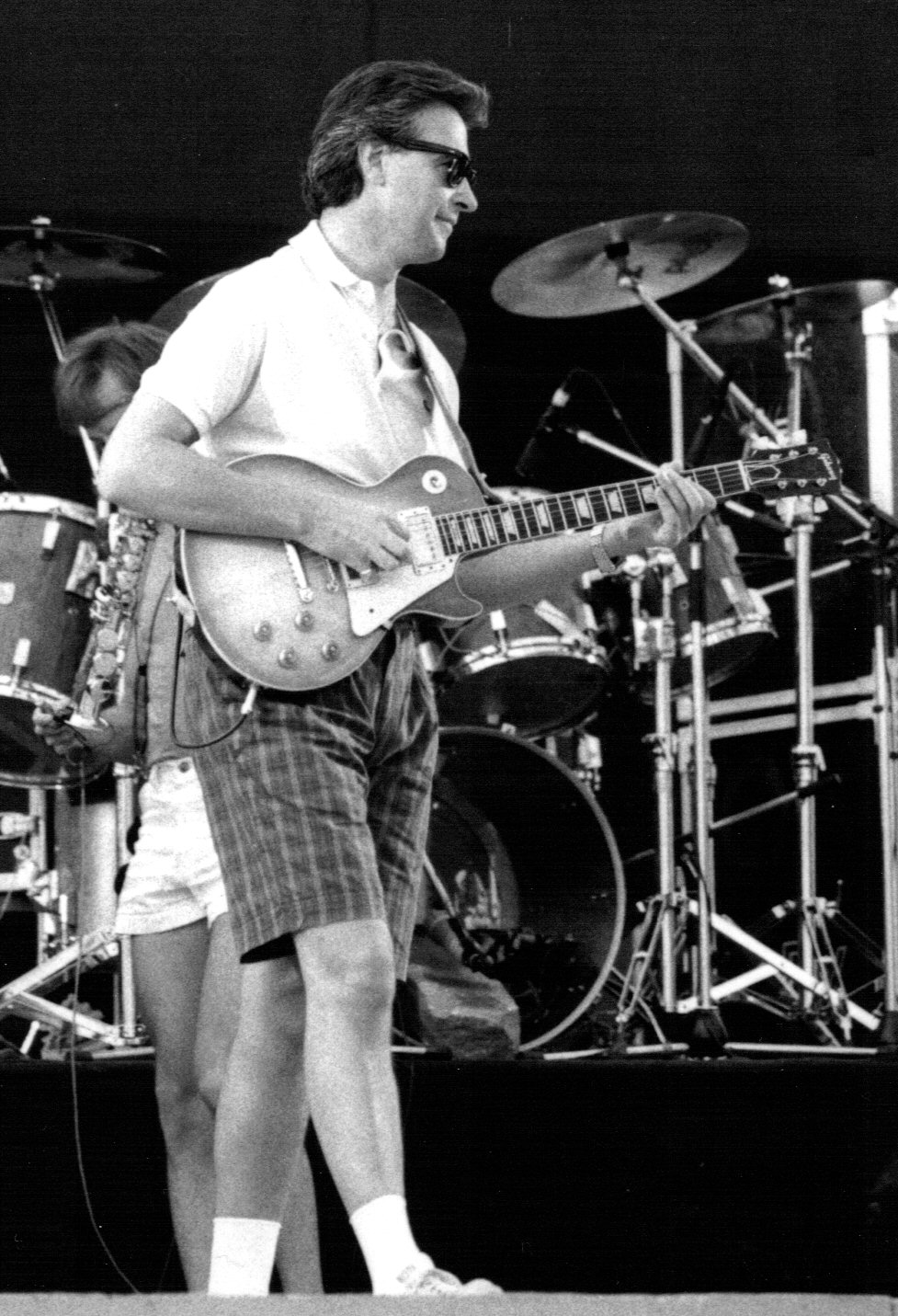
John McLaughlin (1986)

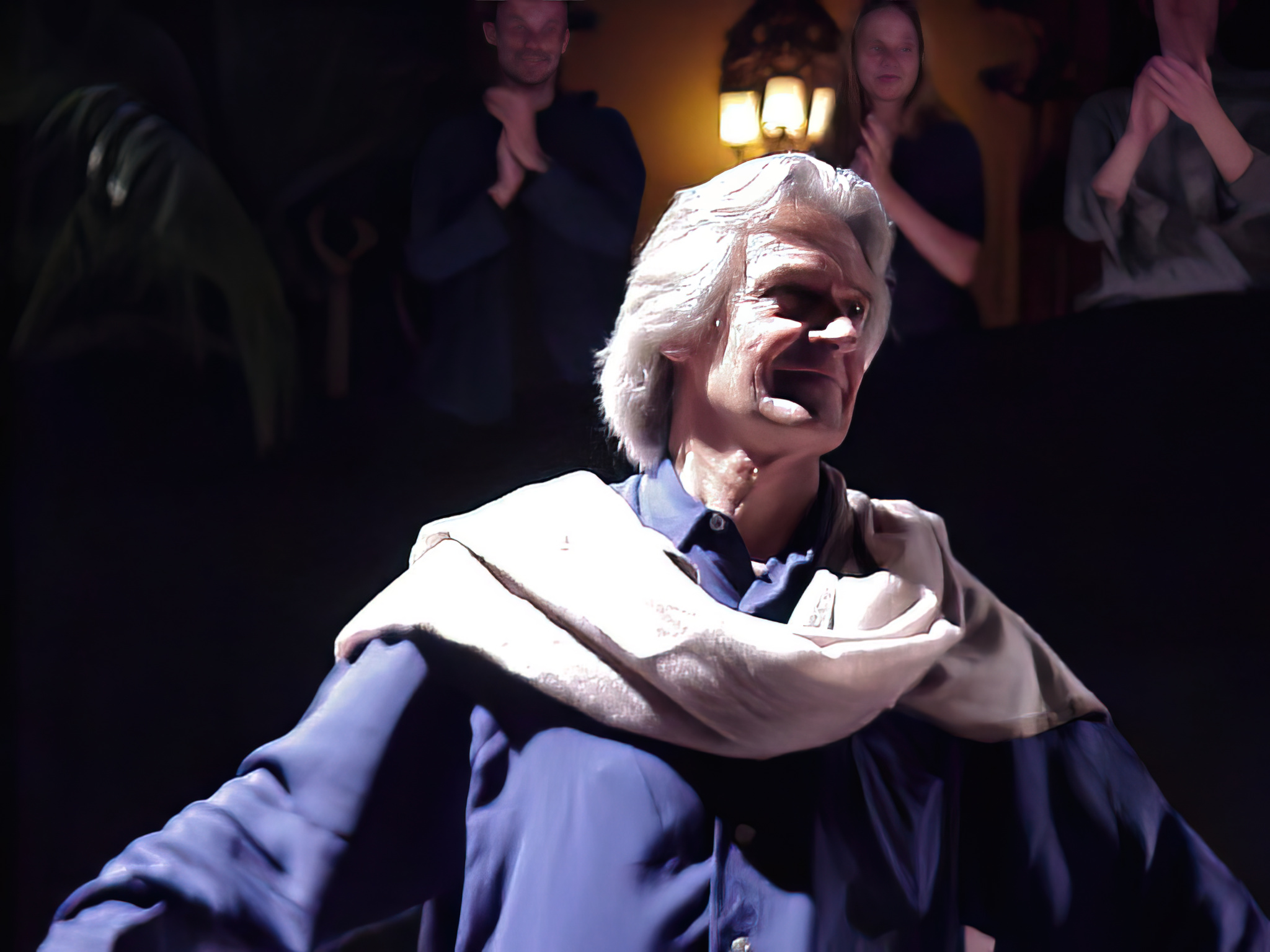
John McLaughlin, Remember Shakti-Konzert, 2001

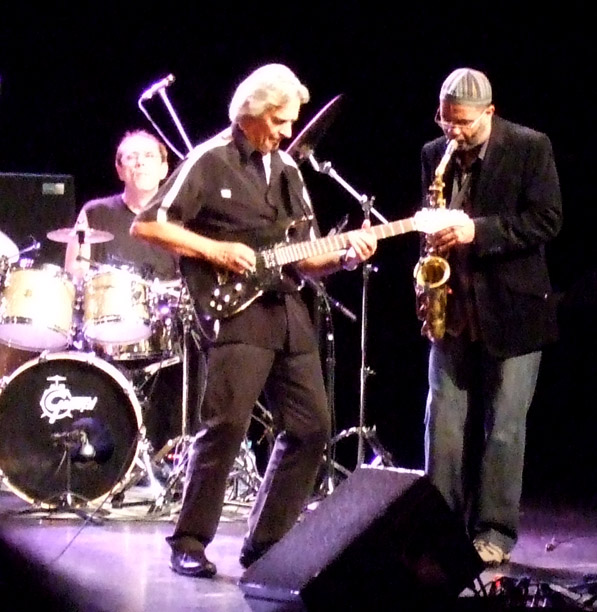
McLaughlin mit Kenny Garrett und Vinnie Colaiuta (Five Peace Band, 2008)

John McLaughlin arbeitete zunächst im Bluesrockbereich mit Brian Auger und Georgie Fame. Mit Ginger Baker und Jack Bruce spielte er ab 1963 in der Graham Bond Organization. 1964/1965 gehörte er zum Quartett von Ray Ellington, begleitete aber auch die Four Tops und Wilson Pickett auf ihren Tourneen. 1967 gehörte er zu den Nighttimers von Herbie Goins. Zur gleichen Zeit machte er erste Jazzerfahrungen; er spielte mit Ian Carr, John Stevens und Jeff Clyne bzw. dem Kontrabassisten Danny Thompson und dem Saxophonisten Tony Roberts. Nachdem McLaughlin u. a. Mitglied in der Gruppe des deutschen Vibraphonisten Gunter Hampel geworden war und eine erste Solo-LP („Extrapolation“) eingespielt hatte, ging er auf Einladung des damaligen Miles-Davis-Bassisten Dave Holland in die USA. Dort wirkte er zunächst auf den wichtigen Alben In A Silent Way und Bitches Brew von Miles Davis mit, der ihn als „the one, the killer“ bezeichnete. Schon vor den Aufnahmen für Bitches Brew gründete er mit dem ehemaligen Davis-Schlagzeuger Tony Williams und dem Organisten Larry Young (Khalid Yasin) das Trio Lifetime, dessen erstes Album Emergency! im Mai 1969 aufgenommen wurde. Anfang 1970 wurde Lifetimes zweites Album Turn It Over (mit Jack Bruce) aufgenommen, einen Monat später das Miles Davis-Album A Tribute to Jack Johnson. McLaughlin wirkte auch – wie Bruce – an Carla Bleys richtungweisendem Werk Escalator over the Hill (aufgenommen 1968–71) mit. Mit Larry Coryell war er auf dessen Album Spaces (1969) zu hören, mit Miroslav Vitouš auf dessen Infinite Search (1969). Jeff Beck, selbst ein Ausnahmegitarrist, bezeichnet ihn als größten lebenden Gitarristen.
Der Erfolg kam für John McLaughlin mit seinem 1971 gegründeten eigenen Mahavishnu Orchestra, in dem er mit Jerry Goodman, Jan Hammer, Billy Cobham & Rick Laird zusammen spielte. Die Fusion aus Jazz und Rock war wegweisend für die (u. a. von Miles Davis eingeleitete) Fusion-Musik Anfang der 1970er. Im Mahavishnu Orchestra konnte McLaughlin (der inzwischen unter dem Einfluss seines hinduistischen Gurus Sri Chinmoy Alkohol und anderen Drogen entsagt hatte) seine Gitarrentechnik sowie sein musikalisches Potential erstmals voll entfalten. Nach der Auflösung des ersten Mahavishnu Orchestra folgte ein zweites Mahavishnu Orchestra mit dem französischen Geiger Jean-Luc Ponty, dem Drummer Narada Michael Walden, der Keyboarderin Gayle Moran (Ehefrau von Chick Corea) und vielen anderen. Außerdem machte er Aufnahmen mit Carlos Santana.
Das anschließende – lediglich aus akustischen Instrumenten bestehende und stark an klassischer indischer Musik orientierte – Projekt Shakti mit dem Geiger L. Shankar und dem Tabla-Spieler Zakir Hussain war ein Schub für die Popularität indischer Musik im Westen. Sie hatten 1976 und 1977 Auftritte auf dem Montreux-Jazz-Festival und formierten sich 1999 unter dem Namen Remember Shakti erneut, woraus einige Alben und ein weiterer Auftritt in Montreux hervorgingen.
Am 5. Dezember 1980 (veröffentlicht 1981) nahm er zusammen mit den Gitarristen Al Di Meola (Larry Coryell als vormaliges Mitglied des Gitarrentrios ersetzend) und Paco de Lucía das berühmte Live-Album Friday Night in San Francisco auf, welches über zwei Millionen Mal verkauft wurde. 1982 folgte das Studio-Album Passion, Grace & Fire, das man ebenfalls zu den Klassikern der Akustik-Gitarren-Aufnahmen zählen darf. 1996 folgte das Studio-Album The Guitar Trio und eine Reunion-Tour, mit der sie an frühere Erfolge anknüpfen wollten.
Zu erwähnen ist auch der Zusammenschluss von John McLaughlin mit dem Schlagzeuger Dennis Chambers, den er in einem Interview als seinen „Waffenbruder“ bezeichnete und mit dem er seit Mitte der Neunziger intensiv zusammenarbeitete. So entstand das Trio The Free Spirits mit dem Hammond-Orgel-Virtuosen Joey DeFrancesco. Sie waren in dieser Formation 1993 und 1995 zu Gast auf dem Jazz Festival Montreux, unter anderem auch auf dem Festival Jazz à Vienne, und spielten das Album The Free Spirits – Tokyo Live ein. Außerdem entstand 1997 das Studio-Album The Heart Of Things, diesmal durfte Dennis Chambers John McLaughlins Duette mit dem Saxophonisten Gary Thomas unterstützen, im Jahre 1998 auch auf dem Montreux-Jazz-Festival.
2008 ging er mit seinem alten Freund Chick Corea und der Five Peace Band auf Tournee und spielte ein vielbeachtetes Live-Album ein, das im Jahre 2009 erschien. Zu diesem Projekt gehörten Kenny Garrett (Saxofon), Christian McBride (Bass) und Vinnie Colaiuta (Schlagzeug).
Seit 2009 arbeitet John McLaughlin mit den Musikern Gary Husband (keyb, dr), Ranjit Barot (dr) und Étienne M’Bappé (b) unter dem Bandprojekt John McLaughlin & The 4th Dimension zusammen. Aus der Zusammenarbeit resultieren die Studioveröffentlichungen To The One (2010), Now here This (2012) und Black Light (2015), sowie Liveveröffentlichungen wie Live@Belgrade (DVD, 2009), The Boston Record (2014), Live At Ronnie Scott's (2017) und Live in San Francisco (2018, mit Jimmy Herring). Die Band tourt regelmäßig wie z. B. 2011, 2012 und 2016 durch Europa sowie 2014 und 2017 durch die USA.

## Preise und Auszeichnungen
John McLaughlin wurde von den Lesern des weltweit auflagenstärksten Jazzmagazins Down Beat sieben Mal (1972, 1973, 1974, 1992, 1993, 1994, 1995), sowie zweimal von den Musikkritikern (1992, 1995) zum Jazzgitarristen des Jahres gewählt.
Am 20. März 2012 wurde er mit dem Frankfurter Musikpreis geehrt; ausgezeichnet wurde er für ein Werk, das sich nach Ansicht der Jury „immer durch Respekt und Offenheit gegenüber vielen anderen Richtungen, Ausdrucksformen und Kulturen ausgezeichnet hat, und nicht durch Genregrenzen und Dogmatismus“.
Der Rolling Stone listete McLaughlin auf Rang 68 der Zeitschriftenlisten 100 größten Gitarristen aller Zeiten. In einer Liste aus dem Jahr 2003 hatte er Rang 49 belegt.
2018 bekam er einen Grammy für seine Soloimprovisation im Stück Miles Beyond auf dem Album Live at Ronnie Scott’s.
Am 4. November 2024 wurde ein Asteroid nach ihm benannt: (197200) Johnmclaughlin.

## Diskografie

### Soloalben
| Jahr | Titel                               | Höchstplatzierung, Gesamtwochen, AuszeichnungChartplatzierungen (Jahr, Titel, Platzierungen, Wochen, Auszeichnungen, Anmerkungen) | Höchstplatzierung, Gesamtwochen, AuszeichnungChartplatzierungen (Jahr, Titel, Platzierungen, Wochen, Auszeichnungen, Anmerkungen) | Höchstplatzierung, Gesamtwochen, AuszeichnungChartplatzierungen (Jahr, Titel, Platzierungen, Wochen, Auszeichnungen, Anmerkungen) | Höchstplatzierung, Gesamtwochen, AuszeichnungChartplatzierungen (Jahr, Titel, Platzierungen, Wochen, Auszeichnungen, Anmerkungen) | Höchstplatzierung, Gesamtwochen, AuszeichnungChartplatzierungen (Jahr, Titel, Platzierungen, Wochen, Auszeichnungen, Anmerkungen) | Anmerkungen                                                                                     |
| Jahr | Titel                               | DE | AT | CH | UK | US | Anmerkungen                                                                                     |
| ---- | ----------------------------------- | --- | --- | --- | --- | --- | ----------------------------------------------------------------------------------------------- |
| 1969 | Extrapolation                       | — | — | — | — | US152 (6 Wo.)US | Polydor; mit John Surman, Brian Odgers, Tony Oxley                                              |
| 1970 | My Goal’s Beyond                    | DE48 (1 Wo.)DE | — | — | — | — | Douglas; mit Billy Cobham, Charlie Haden, Jerry Goodman, Dave Liebman, Airto Moreira, Badal Roy |
| 1978 | Electric Guitarist                  | — | — | — | — | US105 (14 Wo.)US | Columbia; mit Carlos Santana, Chick Corea, Stanley Clarke, Billy Cobham, Jack Bruce             |
| 1981 | Belo Horizonte                      | — | — | — | — | US172 (4 Wo.)US | Warner Bros. (Reissue von Wounded Bird Records)                                                 |
| 2022 | The Montreux Years                  | — | — | CH40 (1 Wo.)CH | — | — |                                                                                                 |
| 2025 | Live at Montreux Jazz Festival 2022 | — | — | — | — | — | Ear Music (2 CDs + DVD); The 4th Dimension                                                      |

grau schraffiert: keine Chartdaten aus diesem Jahr verfügbar
Weitere Soloalben
- Where Fortune Smiles, 1970, Douglas/One Way (mit Surman, Karl Berger, Dave Holland und Stu Martin)
- Devotion, 1970, Douglas
- Electric Dreams, 1979, Columbia mit One Truth Band
- Music Spoken Here, 1982, Warner Bros. (Reissue von Wounded Bird Records)
- Mediterranean Concerto (For Guitar and Orchestra, Live), 1988, Columbia (Klassik mit dem London Symphony Orchestra)
- Live at the Royal Festival Hall, 1989, JMT
- Que Alegria, 1991, Verve (DE: Gold (German Jazz Award))
- Time Remembered: John McLaughlin Plays Bill Evans, 1993, Verve
- The Free Spirits – Tokyo Live, 1993, Polygram (mit Joey DeFrancesco & Dennis Chambers)
- After the Rain, 1994, Verve (mit Joey DeFrancesco & Elvin Jones)
- The Promise, 1995, Verve (mit Sting, Jeff Beck, Al Di Meola, Paco De Lucia, David Sanborn, Dennis Chambers, Vinnie Colaiuta, Michael Brecker, Trilok Gurtu)
- The Heart of Things, 1997, Verve (u. a. Gary Thomas, Dennis Chambers)
- The Heart of Things: Live in Paris, 2000, Polygram
- Thieves And Poets, 2003, Verve
- The Montreux Concerts, 2003, Warner Music (17-CD Kompilation mit Konzertaufnahmen zwischen 1974 und 1996)
- Industrial Zen, 2006, Abstract Logix (u. a. mit Hadrien Feraud, Gary Husband, Bill Evans, Vinnie Colaiuta, Mark Mondesir, Tony Grey)
- Floating Point, 2008, Abstract Logix (u. a. mit Hadrien Feraud)
- To the One, 2010, Abstract Logix (mit Gary Husband, Étienne M'Bappé & Ranjit_Barot)
- Now Here This, 2012 (mit Gary Husband, Étienne M'Bappé & Ranjit Barot)
- The Boston Record, 2014 Live – JM & The 4th Dimension (Gary Husband, Étienne M'Bappé & Ranjit Barot)
- Black Light, 2015, Abstract Logix
- Live at Ronnie Scott’s, 2017, Abstract Logix
- Live in San Francisco 2018 (mit Jimmy Herring), Abstract Logix
- Liberation Time, 2021

### Mit Mahavishnu Orchestra
| Jahr | Titel                    | Höchstplatzierung, Gesamtwochen, AuszeichnungChartplatzierungen (Jahr, Titel, Platzierungen, Wochen, Auszeichnungen, Anmerkungen) | Höchstplatzierung, Gesamtwochen, AuszeichnungChartplatzierungen (Jahr, Titel, Platzierungen, Wochen, Auszeichnungen, Anmerkungen) | Höchstplatzierung, Gesamtwochen, AuszeichnungChartplatzierungen (Jahr, Titel, Platzierungen, Wochen, Auszeichnungen, Anmerkungen) | Höchstplatzierung, Gesamtwochen, AuszeichnungChartplatzierungen (Jahr, Titel, Platzierungen, Wochen, Auszeichnungen, Anmerkungen) | Anmerkungen                                                                         |
| Jahr | Titel                    | DE | AT | UK | US | Anmerkungen                                                                         |
| ---- | ------------------------ | --- | --- | --- | --- | ----------------------------------------------------------------------------------- |
| 1971 | The Inner Mounting Flame | — | — | — | US89 (26 Wo.)US | Mahavishnu Orchestra I - Billy Cobham, Rick Laird, Jerry Goodman & Jan Hammer       |
| 1976 | Inner Worlds             | — | — | — | US118 (7 Wo.)US | MO II – with Jean-Luc Ponty, Gayle Moran, Ralph Armstrong, Narada Michael Walden... |

Weitere Alben mit Mahavishnu Orchestra
- Birds of Fire (MO I) (1973)
- Between Nothingness & Eternity (MO I) (1973, live)
- Apocalypse (MO II)(1974)
- Visions of the Emerald Beyond (MO II) (1975)
- Mahavishnu (MO III – with Billy Cobham, Bill Evans, Jonas Hellborg, Mitchel Forman)(1984)
- Adventures in Radioland (MO III – Danny Gottlieb, Bill Evans, Jonas Hellborg, Mitchel Forman) (1986)
- The Lost Trident Sessions (MO I)(1999, unveröffentlichte Studioaufnahmen von 1973)

### Alben mit Shakti
- Shakti with John McLaughlin, Live-Album, 1976, CBS
- Natural Elements, 1977, CBS
- A Handful of Beauty, 1976, Columbia
- Remember Shakti, 1999, Live-Album, Universal
- Saturday Night in Bombay, Live-Album, 2001, Universal

### Gemeinschaftsarbeiten
| Jahr | Titel                           | Höchstplatzierung, Gesamtwochen, AuszeichnungChartplatzierungen (Jahr, Titel, Platzierungen, Wochen, Auszeichnungen, Anmerkungen) | Höchstplatzierung, Gesamtwochen, AuszeichnungChartplatzierungen (Jahr, Titel, Platzierungen, Wochen, Auszeichnungen, Anmerkungen) | Höchstplatzierung, Gesamtwochen, AuszeichnungChartplatzierungen (Jahr, Titel, Platzierungen, Wochen, Auszeichnungen, Anmerkungen) | Höchstplatzierung, Gesamtwochen, AuszeichnungChartplatzierungen (Jahr, Titel, Platzierungen, Wochen, Auszeichnungen, Anmerkungen) | Höchstplatzierung, Gesamtwochen, AuszeichnungChartplatzierungen (Jahr, Titel, Platzierungen, Wochen, Auszeichnungen, Anmerkungen) | Anmerkungen                                      |
| Jahr | Titel                           | DE | AT | CH | UK | US | Anmerkungen                                      |
| ---- | ------------------------------- | --- | --- | --- | --- | --- | ------------------------------------------------ |
| 1973 | Love Devotion Surrender’        | DE26 (2 Wo.)DE | AT6 (12 Wo.)AT | — | UK7 (9 Wo.)UK | US14 Gold · (24 Wo.)US | Columbia; mit Carlos Santana                     |
| 1981 | Friday Night in San Francisco   | DE22 Gold · (12 Wo.)DE | AT5 (14 Wo.)AT | — | — | US97 (13 Wo.)US | Philips; mit Paco de Lucía & Al di Meola         |
| 1983 | Passion, Grace and Fire         | DE35 (7 Wo.)DE | — | — | — | — | Columbia; mit Paco de Lucía & Al di Meola        |
| 2022 | Saturday Night in San Francisco | DE5 (8 Wo.)DE | AT14 (4 Wo.)AT | CH20 (5 Wo.)CH | — | — | mit Paco de Lucía & Al di Meola; 1980 entstanden |

grau schraffiert: keine Chartdaten aus diesem Jahr verfügbar
Weitere Gemeinschaftsarbeiten 
- The Guitar Trio, 1996 (mit Paco de Lucia und Al di Meola) (DE: Gold (German Jazz Award))
- Five Peace Band Live, 2009 (mit Chick Corea, Kenny Garrett, Christian McBride, Vinnie Colauita)

### Als Sideman
- Experiments with Pops, Gordon Beck, 1968
- Infinite Search (Mountain in the Clouds), Miroslav Vitous, 1969
- Things We Like, Jack Bruce, 1970 (aufgenommen 1968)
- In a Silent Way, Miles Davis, 1969, Columbia
- Super Nova, Wayne Shorter, 1969, Blue Note
- Emergency!, Tony Williams Lifetime, 1969, Polydor
- Bitches Brew, Miles Davis, 1970, Columbia
- Turn It Over, Tony Williams Lifetime, 1970, Polydor
- Follow Your Heart, Joe Farrell, 1970, CTI
- Spaces, Larry Coryell, 1970, Vanguard
- A Tribute to Jack Johnson, Miles Davis, 1971, Columbia
- Escalator over the Hill, Carla Bley and Paul Haines, 1971, JCOA/WATT/ECM
- One Man Dog , James Taylor, (Song: „Someone“), 1972, Warner Bros. Records Inc.
- Moto Grosso Feio, Wayne Shorter, 1974, Blue Note (aufgenommen 1970)
- School Days, Stanley Clarke, 1976, Epic
- The Alternative Man, Bill Evans, 1985, Blue Note
- Round Midnight (Soundtrack), 1986, Columbia
- Other Side of Round Midnight, Dexter Gordon, 1986, Blue Note
- Gladrags, Katia und Marielle Labèque, 1986, Angel
- Making Music, Zakir Hussain, 1986, ECM
- Aura, Miles Davis, 1989, Columbia
- Love of Colours, Katia und Marielle Labèque, 1990, Columbia
- Finally the Rain Has Come, Leni Stern, 2002, Leni Stern
- Universal Syncopations, Miroslav Vitous, 2003, ECM
- Is That So?, John McLaughlin, Shankar Mahadavian, Zakir Hussein, 2020

## Gitarren (Auswahl)
- „Double Rainbow“ von Rex Bogue (1951–1996[13]), von 1971–1975 gespielte elektrische Doppelhals-Gitarre[14]
- „Shakti“-Gitarre mit sieben zusätzlichen Resonanzsaiten („Drones“), die erste von Abe Wechter gebaute akustische
- „Marielle“, Nylonsaiten-Gitarre mit Cutaway, wie McLaughlin sie bei seinem Mediterranean Concert mit dem Plektrum spielt[15]
- „Our Lady“, die letzte Gitarre, die Abe Wechter für John McLaughlin gebaut hat